# كوبنهاغن (فلم)
كوبنهاغن هو فيلم من نوع قصة البلوغ أُصدر في 17 يناير 2014. الفيلم من إخراج وسيناريو Mark Raso ‏.

## القصة
تقع أحداث الفيلم في كوبنهاغن.

## طاقم التمثيل
- Gethin Anthony [الإنجليزية]‏

## وصلات خارجية
- مقالات تستعمل روابط فنية بلا صلة مع ويكي بيانات